# Stal Stalowa Wola
Stal Stalowa Wola is een Poolse voetbalclub uit de stad Stalowa Wola. De club speelt in de I liga.
De clubkleuren zijn groen-zwart.
Ekstraklasa ·
I liga ·
II liga ·
III liga ·
Puchar Polski ·
Puchar Ekstraklasy ·
Poolse supercup ·
PZPN ·
Nationaal voetbalelftal
Chojniczanka Chojnice ·
GKS Jastrzębie · 
Hutnik Kraków · 
KKS 1925 Kalisz · 
ŁKS Łódź II ·
Olimpia Elbląg · 
Olimpia Grudziadz ·
Podbeskidzie Bielsko-Biała ·
Pogoń Grodzisk Mazowiecki ·
Polonia Bytom ·
Radunia Stężyca · 
Rekord Bielsko-Biała ·
Resovia ·
Skra Częstochowa ·
Świt Szczecin ·
Wieczysta Kraków ·
Wisła Puławy · 
Zagłębie II Lubin ·
Zagłębie Sosnowiec